# 易卜拉希马·图雷
易卜拉希马·图雷（Ibrahima Touré，1985年12月17日—），生于達喀爾，現效力中国足球超级联赛球队辽宁宏运。

## 球會生涯
图雷是梅斯的青訓產品，2005年2月作为成都市足协和梅斯合作的一部分，加盟中国足球甲级联赛球队成都五牛。 他在2005赛季身披10号球衣，但只打进两球（4月16日对阵延边FC和5月28日对阵上海九城），并有两次被红牌罚下（3月20日对阵湖南湘军和10月15日对阵长春亚泰）。
离开中国后，他加盟卡萨布兰卡维达德，花了一年半才射入兩球。儘管图雷的兩年合同未完，但图雷渴望離開球隊，之後到一些伊朗超聯球隊試訓。图雷吸引到帕斯，帕斯已對他出價，但由於一些原因雙方未能達成協議。他還到艾斯迪格拿試訓，但被拒絕。另一間伊朗超聯球隊與他簽下一年合同，他的表現已證明是收購他的決定是正確的。他只效力一段短時間但已取得13 個入球。及後艾斯迪格拿試圖簽下他，但在7月3日，他與波斯波利斯簽署了一份一年的合同。他是球隊的神射手，共取得11粒進球，但他在本賽季初引起了一些問題，他離隊探望他的家人而沒有在預定的時間內返球隊報名而被罰，2009年夏天，他加盟沙巴罕，并帮助球队在2009–10和2010–11两个赛季连续获得伊朗足球超级联赛冠军。2011年夏季，图雷加盟阿联酋球队阿治曼，继续保持高进球率。
2012年1月底，图雷加盟法国足球乙级联赛球队摩纳哥，转会费未透露。

## 連結
- His Statistics
- Wydad Profile （页面存档备份，存于）